# 同安郡
同安郡，中国隋朝时设置的郡。相当今安徽省天柱山、桐城市以南，铜陵县以西的长江以北地区。
隋朝大业三年（607年）改熙州为同安郡，治所在怀宁县（今安徽省潜山市）。唐朝武德四年（621年）改为舒州。天宝元年（742年）复为同安郡，至德二载（757年）又改盛唐郡。后再改为舒州。户三万五千三百五十三，口十八万六千三百九十八。下辖五县：怀宁县、宿松县、望江县、太湖县、同安县。
唐朝同安郡太守
- 田仁琬（742年）